# Keith Musto
Pour les articles homonymes, voir Musto.
Franklyn Keith Musto dit Keith Musto est un skipper britannique né le 12 janvier 1936 à Rochford.

## Carrière
Keith Musto obtient une médaille d'argent olympique de voile en classe Flying Dutchman avec Tony Morgan aux Jeux olympiques d'été de 1964 de Tokyo à bord du Lady C.